# 盛弘之
盛弘之（?—?），南朝劉宋人。

## 生平
生平不可考。僅知是南朝劉宋臨川王刘义庆的侍郎，元嘉十四年（437年）撰成《荊州記》三卷。《水经注·江水二》:“自三峡七百里中，两岸连山，略无阙处……猿鸣三声泪沾裳”之句，實引自盛弘之的《荆州记》，酈道元只對盛弘之的文字做了小改動。